# NGC 3229
NGC 3229 – gwiazda potrójna znajdująca się w gwiazdozbiorze Sekstantu. Skatalogował ją Sidney Coolidge 31 marca 1859 roku, błędnie uznając ją za słabą mgławicę.
W bazie SIMBAD oznaczenie NGC 3229 nosi galaktyka LEDA 30331 (PGC 30331).